# Мансардная крыша
Манса́рдная кры́ша — скатная крыша, для которой характерна конструкция ската, состоящего из двух частей — верхней, пологой и нижней, более крутой. Образуемое тем самым более объёмное чердачное помещение называют «мансардой» (или «мансардным этажом»).
Названа в честь французского архитектора Франсуа́ Манса́ра. Однако первым во Франции, кто реализовал идею столь экономного использования последнего этажа, был Пьер Леско́, известный своей работой над Нотр-Дам де Пари и Лувром.
«Мансардной крышей» принято называть кровлю, под которой обустроен не чердак, а жилая комната (или комнаты). Чаще всего принято оборудовать их под двускатной верхушкой дома. Таким образом, можно получить больше полезной площади жилого помещения. Если же конструкция кровли позволит сделать ломаную линию ската, то площадь увеличится ещё больше.

## Разновидности
Мансардная комната отличается от обычной покатостью потолка, а иногда и стен. Как правило, высота стены до ската в такой комнате составляет около 1,5 метров. Мансардная крыша может быть трёх разновидностей:
1. Двускатная. Отличается простотой, имеет целиком прямоугольные стропила, лежащие параллельно. При проектировании не требует сложных расчётов. Благодаря крутому углу наклона зимой не накапливает снег.
2. Ломаная. Представляют собой усложнение двускатной. Как правило, используется в декоративных целях, либо в качестве обустройства чердака, получающего дополнение в виде отдельной комнаты. Излом крыши может быть как наружу, так и вовнутрь.
3. Консольная. Имеет выступающие за стены дома части, за счёт чего имеет больший внутренний объём. Считается, что она является комбинацией ломаной и двускатной.

Известны также и другие виды мансардных крыш, получивших название «смешанных».